# Municipio de Cache (condado de Jackson)
Cache Township es una subdivisión territorial del condado de Jackson, Arkansas, Estados Unidos. Según el censo de 2020, tiene una población de 292 habitantes.
Tiene un código de clase Z1, que indica que no está en funcionamiento (non-functioning county subdivision).

## Geografía
Está ubicado en las coordenadas 35°30′57″N 91°10′14″O / 35.51583, -91.17056. Según la Oficina del Censo, tiene una superficie total de 116.93 km², de los cuales 116.31 km² corresponden a tierra firme y 0.62 km² están cubiertos de agua.

## Demografía
Según el censo de 2020, en ese momento había 292 personas residiendo en la zona. La densidad de población era de 2.51 hab./km². El 87.7 % de los habitantes eran blancos, el 5.8 % son afroamericanos, el 0.3 % es amerindio, el 0.7 % son de otras razas y el 5.5 % son de una mezcla de razas. Del total de la población, el 1.0 % eran hispanos o latinos de cualquier raza.